# Нова вас (Мирен–Костањевица)
Нова вас (словен. Nova vas, итал. Novavilla) је насељено место у општини Мирен–Костањевица, Горишка регија, Словенија.

## Историја
До територијалне реорганизације у Словенији била је у саставу старе општине Нова Горица.

## Становништво
У попису становништва из 2011. године, Нова вас је имала 61 становника.
| Број становника према пописима | Број становника према пописима | Број становника према пописима |
| ------------------------------ | ------------------------------ | ------------------------------ |
| 1991                           | 2002                           | 2011                           |
| 58                             | 57                             | 61                             |